# Txérnevo
Txérnevo (en rus: Чернево) és un poble de l'óblast de Briansk, a Rússia, segons el cens del 2013 tenia 151 habitants. Pertany al districte de Komàritxi.